# Adesmia gracilis
Adesmia gracilis är en ärtväxtart som beskrevs av Julius Rudolph Theodor Vogel. Adesmia gracilis ingår i släktet Adesmia och familjen ärtväxter. Inga underarter finns listade i Catalogue of Life.